# Таусонский университет
Таусонский университет (англ. Towson University; TU) — общественный университет в Таусоне, штате Мэриленд, США. Основан в 1866 году как Нормальная школа штата Мэриленд (англ. Maryland State Normal School). По состоянию на осень 2023 года в нём обучается 19 401 студентов. На 2025 год годовой бюджет университета составляет 638 миллионов долларов. Является вторым по величине общественных университетов штата и лидирует по количеству выпущенных учителей.

## Обучение
Университет разделён на шесть колледжей: Колледж бизнеса и экономики, Педагогический колледж, Колледж изящных искусств и коммуникаций, Медицинский колледж, Колледж свободных искусств и Колледж естественных наук и математики Джесс и Милдред Фишер. Университет предоставляет обучение по более чем 190 образовательным программам. Программа геронтологии университета является одной из всего ста подобных программ, преподаваемых в США. Согласно U.S. News & World Report, примечательными программами бакалавриата также являются деловое администрирование, информатика и сестринское дело.

## Рейтинги и репутация
В рейтинге лучших колледжей Америки от Forbes на 2025 год Таусонский университет занимает 174-е место, в рейтинге лучших колледжей U.S. News & World Report — 197-е, в рейтинге от Washington Monthly — 58-е, в рейтинге от The Wall Street Journal — 394-е.
Согласно тому же рейтингу, TU был 15-м лучшим общественным университетом страны и лучшим университетом штата. Center for World University Rankings поместил университет в 9% лучших во всём мире. Washington Monthly называл Таусон 9-м лучшим университетом США для магистров. Times Higher Education в своём рейтинге Times Higher Education Impact Rankings 2024 года назвал Таусон лучшим высшим учебным заведением по гендерному равенству.